# 카롤리나 흘레빈스카
카롤리나 흘레빈스카(폴란드어: Karolina Chlewińska, 1983년 11월 8일 ~ )는 폴란드의 펜싱 선수로 주 종목은 플뢰레이다. 베이징에서 열린 2008년 하계 올림픽의 여자 플뢰레 단체전에 교체요원으로 출전하였는데, 이 대회에서 폴란드 여자 플뢰레 대표팀은 7위에 그쳤다. 그녀는 런던에서 열린 2012년 하계 올림픽에서도 여자 플뢰레 단체전에 교체요원으로 출전하였고, 이 대회에서는 5위를 기록하였다.